# Ар (приток Быстрого Таныпа)
Ар (баш. Ар) — река в России, протекает в Республике Башкортостан. Левый приток Быстрого Таныпа. Длина реки составляет 58 км, площадь водосборного бассейна 745 км². Основные притоки — Маты (левый) и Карыш (правый).

## Данные водного реестра
По данным государственного водного реестра России относится к Камскому бассейновому округу, водохозяйственный участок реки — Белая от города Бирск и до устья, речной подбассейн реки — Белая. Речной бассейн реки — Кама.
Код объекта в государственном водном реестре — 10010201612111100025889.